# Ljubow Iwanowna Jegorowa
Ljubow Iwanowna Jegorowa (russisch Любовь Ивановна Егорова, wiss. Transliteration Ljubov' Ivanovna Egorova; * 5. Mai 1966 in Sewersk) ist eine ehemalige sowjetische/russische Skilangläuferin.

## Werdegang
Jegorowa, holte bei den Juniorenweltmeisterschaften 1985 in Täsch Gold mit der Staffel und bei den Juniorenweltmeisterschaften 1986 in Lake Placid jeweils Silber über 15 km und mit der Staffel und Gold über 5 km. Bei der Winter-Universiade 1987 in Štrbské Pleso holte sie Bronze über 10 km und Silber über 5 km.
Bei Olympischen Winterspielen gewann sie sechs Goldmedaillen: 1992 in Albertville über 10 km (Verfolgungsrennen), 15 km (Massenstart) und mit der 4 × 5-km-Staffel, 1994 in Lillehammer über 5 km, 10 km (Verfolgungsrennen) und mit der 4 × 5-km-Staffel. Darüber hinaus wurde sie drei Mal Weltmeisterin: 1991 über 30 km und mit der Staffel, 1993 mit der Staffel. 1993 gewann sie die Gesamtwertung des Skilanglauf-Weltcups. 1994 erhielt sie die Holmenkollen-Medaille.
Im April 1994 wurde Jegorowa durch einen Erlass des damaligen russischen Präsidenten, Boris Jelzin, die Auszeichnung Held der Russischen Föderation verliehen.
Während der Weltmeisterschaften 1997 wurde in der Dopingkontrolle bei Jegorowa die Verwendung des anabolen Steroids Bromantan nachgewiesen. Am 26. Februar 1997, drei Tage nach ihrem Sieg im Rennen über 5 km, wurde ihr die Goldmedaille aberkannt (diese ging an Jelena Välbe). Nach der zweijährigen Sperre versuchte sie ein Comeback, konnte aber nie mehr an die früheren Leistungen anknüpfen und trat 2003 schließlich zurück.

## Erfolge

### Olympische Winterspiele
- 1992 in Albertville: Gold über 10 km (Verfolgungsrennen), Gold über 15 km (Massenstart), Gold mit der Staffel, Silber über 5 km, Silber über 30 km
- 1994 in Lillehammer: Gold über 5 km, Gold über 10 km (Verfolgungsrennen), Gold mit der Staffel, Silber über 15 km

### Weltmeisterschaften
- 1991 im Val di Fiemme: Gold über 30 km, Gold mit der Staffel
- 1993 in Falun: Gold mit der Staffel, Silber über 5 km, Bronze im Verfolgungsrennen, Bronze über 30 km

### Weltcupsiege im Einzel
| Nr. | Datum             | Ort           | Disziplin          |
| --- | ----------------- | ------------- | ------------------ |
| 1.  | 16. Februar 1991  | Val di Fiemme | 30 km Freistil 1   |
| 2.  | 9. Februar 1992   | Albertville   | 15 km klassisch 2  |
| 3.  | 15. Februar 1992  | Albertville   | 15 km Verfolgung 2 |
| 4.  | 18. Dezember 1992 | Val di Fiemme | 15 km Freistil     |
| 5.  | 3. Januar 1993    | Kawgolowo     | 30 km klassisch    |
| 6.  | 6. März 1993      | Lahti         | 5 km Freistil      |
| 7.  | 9. März 1993      | Lillehammer   | 5 km klassisch     |
| 8.  | 8. Januar 1994    | Kawgolowo     | 10 km klassisch    |
| 9.  | 15. Januar 1994   | Oslo          | 15 km Freistil     |
| 10. | 15. Februar 1994  | Lillehammer   | 5 km klassisch 3   |
| 11. | 17. Februar 1994  | Lillehammer   | 15 km Verfolgung 3 |
| 12. | 25. November 1995 | Vuokatti      | 5 km klassisch     |
| 13. | 10. Dezember 1995 | Davos         | 10 km klassisch    |

### Siege bei Continental-Cup-Rennen
| Nr. | Datum            | Ort       | Disziplin      | Serie           |
| --- | ---------------- | --------- | -------------- | --------------- |
| 1.  | 5. Dezember 1992 | Tauplitz  | 5 km klassisch | Continental-Cup |
| 2.  | 28. März 1993    | Rovaniemi | 10 km Freistil | Continental-Cup |

### Weltcup-Gesamtplatzierungen
| Saison    | Gesamt | Gesamt | Langdistanz | Langdistanz | Sprint | Sprint |
| Saison    | Punkte | Platz  | Punkte      | Platz       | Punkte | Platz  |
| --------- | ------ | ------ | ----------- | ----------- | ------ | ------ |
| 1983/84   | 7      | 45.    | –           | –           | –      | -      |
| 1987/88   | 19     | 29.    | –           | –           | –      | -      |
| 1988/89   | 6      | 42.    | –           | –           | –      | -      |
| 1989/90   | 94     | 6.     | –           | –           | –      | -      |
| 1990/91   | 126    | 3.     | –           | –           | –      | -      |
| 1991/92   | 152    | 3.     | –           | –           | –      | -      |
| 1992/93   | 760    | 1.     | –           | –           | –      | -      |
| 1993/94   | 740    | 2.     | –           | –           | –      | -      |
| 1994/95   | –      | –      | –           | –           | –      | -      |
| 1995/96   | 690    | 5.     | –           | –           | –      | -      |
| 1996/97   | 271    | 10.    | 96          | 9.          | 135    | 9.     |
| 1997/98   | –      | –      | –           | –           | –      | -      |
| 1998/99   | 38     | 41.    | 20          | 36.         | 18     | 54.    |
| 1999/2000 | 310    | 14.    | 82 206      | 14. 11. 4   | 22     | 39.    |
| 2000/01   | 188    | 22.    | –           | –           | 58     | 26.    |
| 2001/02   | 263    | 17.    | –           | –           | 86     | 21.    |
| 2002/03   | 132    | 34.    | –           | –           | 27     | 44.    |